# الكهوف الهندية
الكهوف الهندية (بالإنجليزية: Indian Caverns)‏؛ هي مجموعة من الكهوف التي تقع في مقاطعة هنتينغدون في الولايات المتحدة.

## السياحة
تعد «الكهوف الهندية» إحدى مواقع الجذب السياحي في مقاطعة هنتينغدون في ولاية بنسلفانيا الأمريكية.